# Fédération de football de la république islamique de Mauritanie
La Fédération de Football de la Mauritanie, plus connue sous l’acronyme FFRIM, est une association regroupant les clubs de football de Mauritanie et organisant les compétitions nationales et les matchs internationaux de la sélection de Mauritanie. Elle est régie par la loi 64.098 du 9 juin 1964, ses Statuts adoptés le 28 septembre 2013 et les Statuts de la FIFA. Elle reçoit délégation du département chargé des Sports à l’effet de gérer, développer, promouvoir et contrôler le football sur toute l’étendue du territoire national de la Mauritanie.
La FFRIM est neutre d’un point de vue politique et confessionnel. Toute discrimination d’un pays, d’un individu ou d’un groupe de personnes pour des raisons d’ethnie, de sexe, de langue, de religion, de politique ou pour toute autre raison est expressément interdite sous peine de suspension ou d’exclusion.
Fondé en 1961, la FFRIM est affiliée à la FIFA depuis 1964 et est membre de la CAF depuis 1968.

## Composition du comité directeur de la FF RIM
- Président : Ahmed Yahya[1]
- 1er vice-président : Moussa Ould Khaïry
- 2e vice-président : Ely Ould Lekhdeiem
- Secrétaire général : Massa Diarra
- Secrétaire général adjoint : Mohamedou Ould Mohamed Saleck
- Trésorier général : Boubacar Sy
- Trésorier général adjoint : Papa Amghar Dieng
- Représentant des joueurs : Mohamed Falily Fall
- Représentant des entraîneurs : Papa Maguèye Seck
- Représentant  des arbitres : Babacar Fall

Membres :
- Abdel Kader Dieng,
- Brahim EL Hadj M’Bareck
- Mohamed El Kebir Ba.

## Règlement
Élu le 28 juillet 2011 pour un mandat de 4 ans, ce comité directeur est l’organe d’exécution de la Fédération. Il est chargé de l’application des orientations, directives et résolutions de l’assemblée générale.
Par ailleurs, le comité directeur :
- Assure la gestion administrative et financière de la Fédération
- Prononce l’affiliation des associations sportives après avis de la Ligue concernée
- Délivre des licences aux pratiquants
- Organise et supervise les stages de qualification des officiels, en collaboration avec le ministère de tutelle et les groupements sportifs
- Veille à l’application et au respect des règlements généraux et des lois du jeu
- Constitue et gérer les équipes nationales des différentes catégories
- Autorise en cas de besoin des compétitions sollicitées par des tiers
- Établit le calendrier des compétitions nationales

## Équipementier
Depuis 2019, AB Sport est l'équipementier de l'équipe nationale.